# Ligustr pospolity
Ligustr pospolity (Ligustrum vulgare L.) – gatunek rośliny z rodziny oliwkowatych. Występuje w Europie, w zachodniej Azji i północno-zachodniej Afryce, poza tym zawleczony i zdziczały na innych kontynentach. W Polsce gatunek rodzimy przynajmniej w południowej części kraju, poza tym  jest powszechnie uprawiany i dziczejący. Znajduje zastosowanie jako roślina ozdobna, głównie do formowania żywopłotów. Doskonale znosi strzyżenie, jest bardzo odporny na susze i zanieczyszczenia powietrza, ma niewielkie wymagania glebowe. W przeszłości gatunek był wykorzystywany także jako roślina lecznicza i barwierska, w koszykarstwie i plecionkarstwie. Jest trujący dla ludzi i wielu zwierząt.

## Rozmieszczenie geograficzne
Naturalny zasięg występowania obejmuje rozległe obszary zachodniej i południowej Europy, góry w północno-zachodniej Afryce (Maroko), okolice Kaukazu i niezbyt liczne stanowiska w Azji Mniejszej i Iranie. Jest jedynym przedstawicielem rodzaju Ligustrum w Europie. Przez kontynent ten przechodzi północna granica zasięgu, przy czym po wielu wiekach uprawy i dziczenia gatunku, przebieg tej granicy jest współcześnie trudny do ustalenia. Uznaje się, że tylko jako gatunek zawleczony lub uciekinier z upraw występuje w północnej i zachodniej Irlandii, w Szkocji, na Półwyspie Jutlandzkim i Skandynawskim (z wyjątkiem południowej Norwegii – okolic Oslofjorden, gdzie zdaje się występować naturalnie), na Nizinie Północnoniemieckiej oraz na północ od Sudetów i Karpat. Poza północną Europą zawleczony został także na Azory, Teneryfę, do Australii (jest rozpowszechniony w jej południowo-wschodniej części), Nowej Zelandii, Stanów Zjednoczonych i południowej Kanady, do Ameryki Południowej (Ekwador) i wschodniej Azji (Japonia).
W Polsce jest pospolicie uprawiany. Status gatunku we florze Polski nie jest jasny – na pewno przynajmniej w znacznej części kraju jest on tylko rośliną zdziczałą i zadomowioną (kenofit), przy czym najwyraźniej część populacji w południowej Polsce ma charakter naturalny i tam ligustr pospolity jest rodzimym składnikiem flory. Za naturalne uznaje się stanowiska w rejonie Sudetów, na Śląsku Cieszyńskim i Pogórzu Karpackim (koło Przemyśla). Prawdopodobnie rodzimy jest na Dolnym Śląsku w rejonie Wrocławia, w Małopolsce (okolice Sandomierza, Krakowa i Puszczy Niepołomickiej). Za reliktowe stanowiska naturalne uznawane bywają też miejsca występowania ligustru na wybrzeżu bałtyckim na Pomorzu Gdańskim.
Północny zasięg występowania gatunku jest skorelowany z przebiegiem izotermy średniej temperatury najchłodniejszego miesiąca -3 °C.

## Morfologia

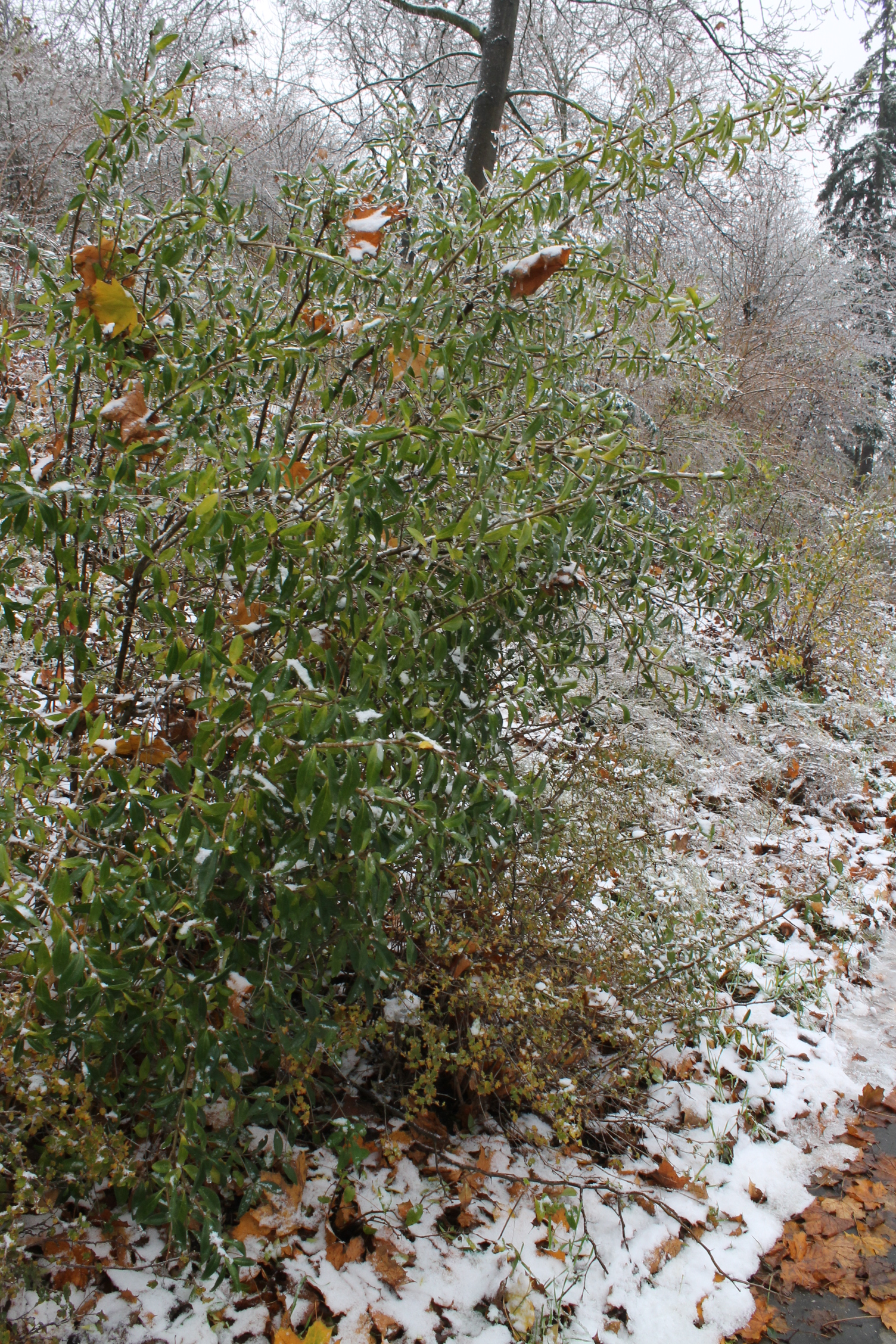
Pokrój

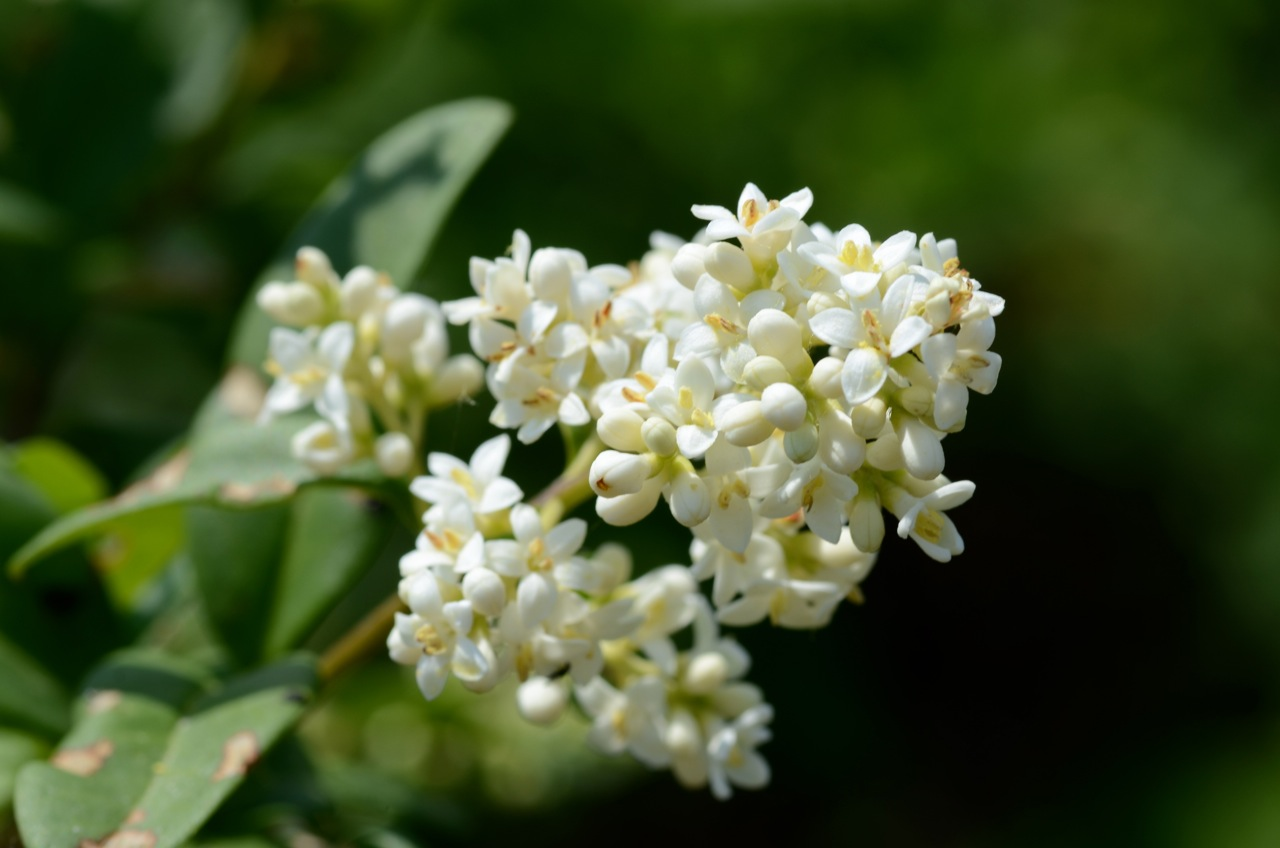
Kwiatostan

Owoce

PokrójKrzew dorastający do 2–3 m wysokości, w optymalnych warunkach do 5 m. Ma pokrój nieregularny – jest szeroki i w zależności od warunków świetlnych – gęsto lub rzadko rozgałęziony . Pędy są cienkie, proste, z krótkimi międzywęźlami, nagie (młode bywają delikatnie omszone), na powierzchni z nielicznymi i drobnymi przetchlinkami (według niektórych źródeł są one różnej wielkości i dość liczne). Starsze pędy zimą są zielonoszare. Kora od strony nasłonecznionej nieco brązowa. Rozpościerające się na boki gałęzie, po zetknięciu z ziemią, łatwo zakorzeniają się.
LiścieNakrzyżległe, czasem po trzy w okółku. Są całobrzegie, nieco skórzaste, nagie, krótkoogonkowe, długości do 8 cm i szerokości do 2 cm. Blaszka wydłużono eliptyczna, jajowata i jajowato lancetowata. Zwęża się ku nasadzie i wierzchołkowi, przy czym nasadę ma klinowatą, czasem zaokrągloną. Na szczycie jest zaostrzona lub tępa. Brzegi ma nieznacznie podwinięte. Z wierzchu blaszka jest ciemnozielona, od spodu jaśniejsza, z wyraźnym nerwem głównym. Liście jesienią nabiegają fioletowo i opadają na zimę, czasem szczytowe liście są zimozielone, zwłaszcza przy łagodnych zimach i na obszarach o ciepłym klimacie.
PąkiJajowate do stożkowatych, stępione na szczycie, przylegające do pędu i nieco spłaszczone. Pąk wierzchołkowy większy od bocznych. Łuski są wypukłe i brązowe. Charakterystyczne jest okrycie pąków wierzchołkowych drobnymi listkami.
KwiatyBiałe lub białozielonkawe (na południu czasem też żółte), zebrane w gęste, szczytowe, stożkowate wiechy o długości od 3 do 6 cm, czasem do ok. 8 cm. Oś kwiatostanu, szypułki i nasada kielicha są delikatnie omszone. Korona złożona z czterech zrosłych płatków, o rurce dwukrotnie dłuższej od kielicha i średnicy około 5 mm. Łatki korony podobnej długości jak rurka, zaokrąglone na szczycie. Pręciki są dwa, wystają z rurki korony, do której są przyrośnięte. Zwieńczone są dwoma pylnikami ustawionymi w linii równoległej do nitki pręcika i przyrośniętymi do niej środkiem. Słupek górny, u podstawy zalążni z miodnikami, z cienką szyjką zwieńczoną dwudzielnym znamieniem.
OwoceOkrągłe lub odwrotnie jajowate, czarne, błyszczące, jagodopodobne pestkowce. Osiągają 5–8 mm średnicy i zawierają od 1 do 4 nasion, przy czym wielkość owocu jest skorelowana z liczbą nasion. Nasiona mają barwę ciemnobrązową, kształt jajowato elipsoidalny, wygięty, 3–5 mm długości i 1,5–3 mm szerokości. Powierzchnia nasion jest matowa, chropowata i falista.

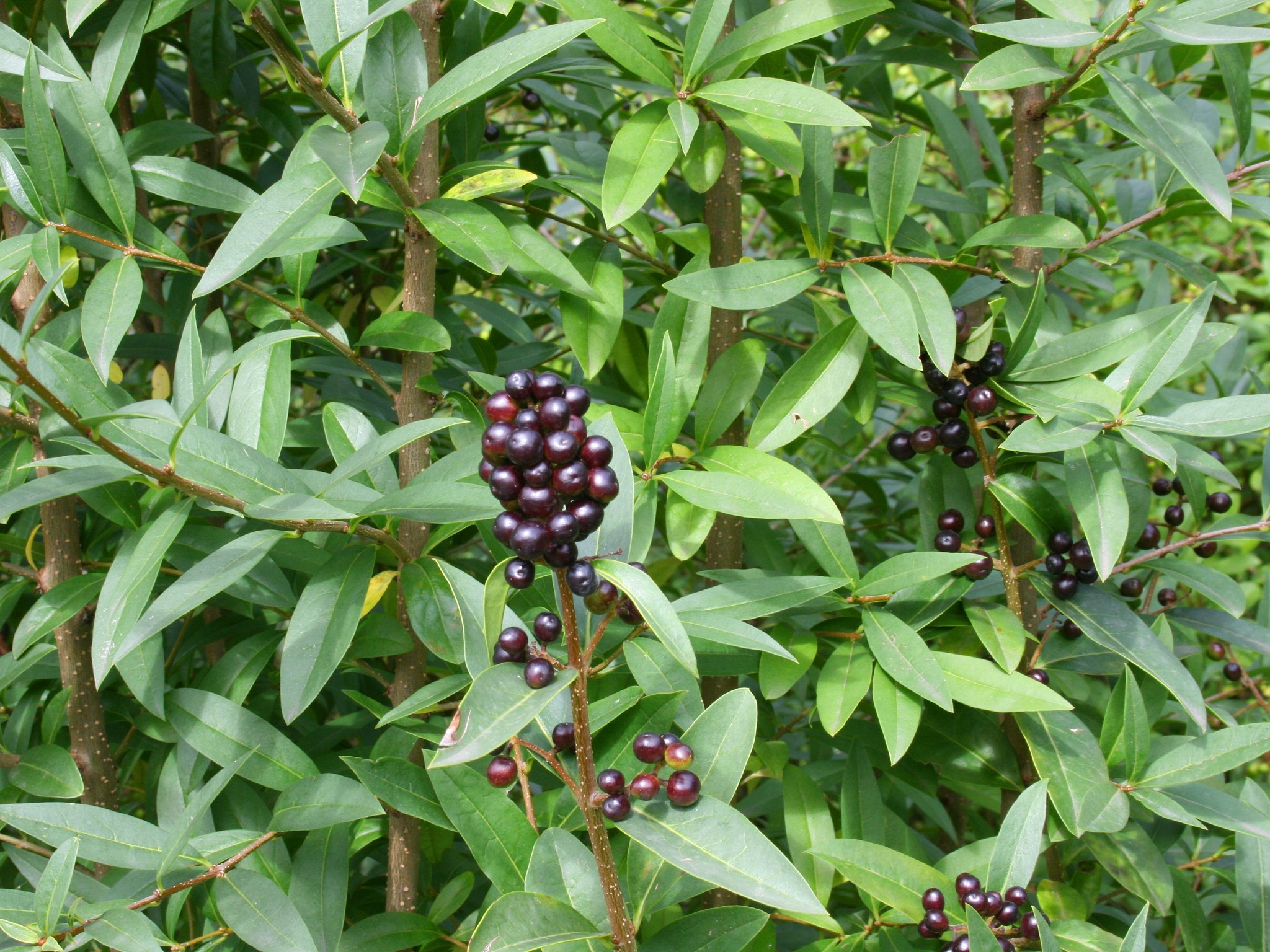
Liście
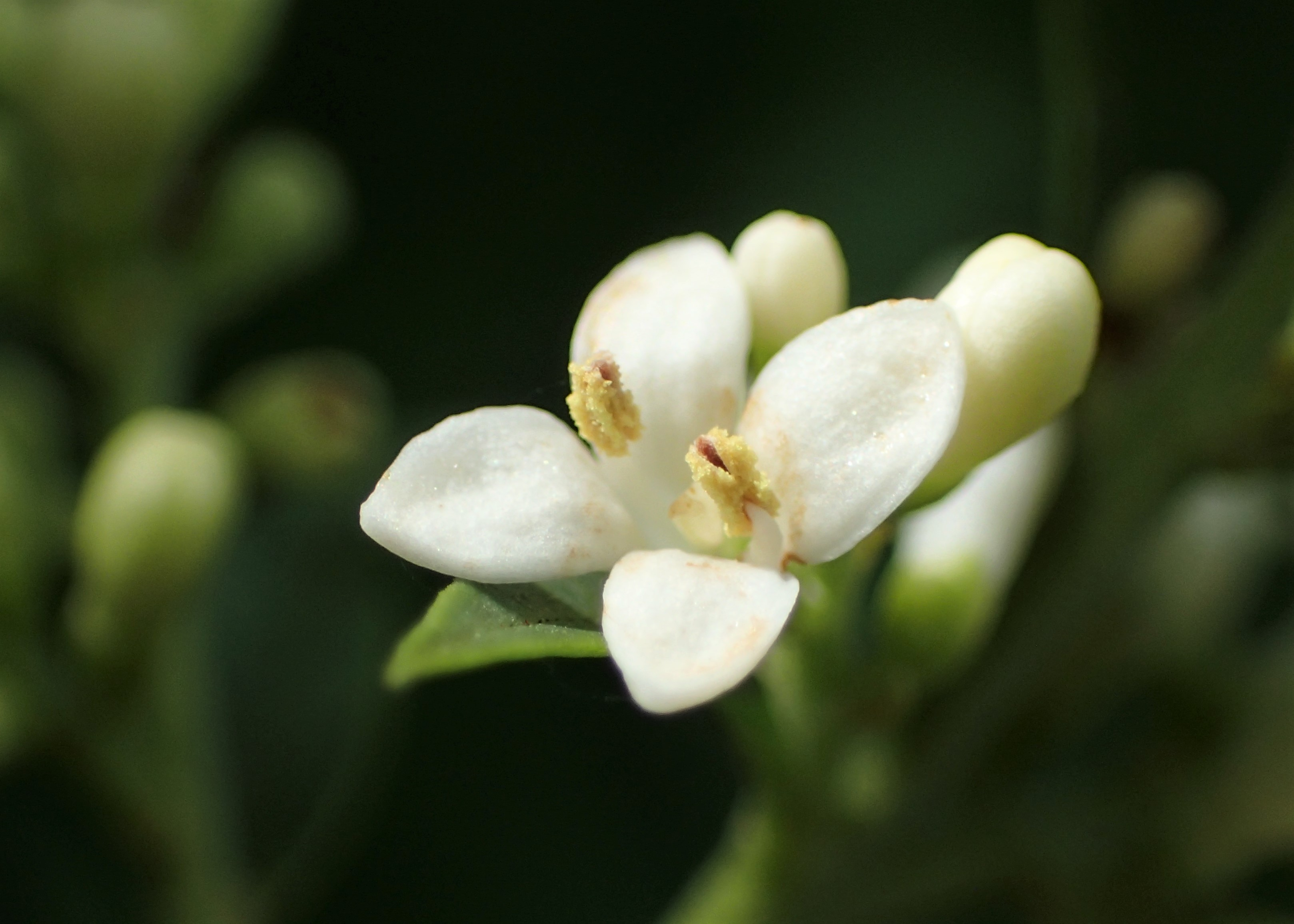
Kwiat
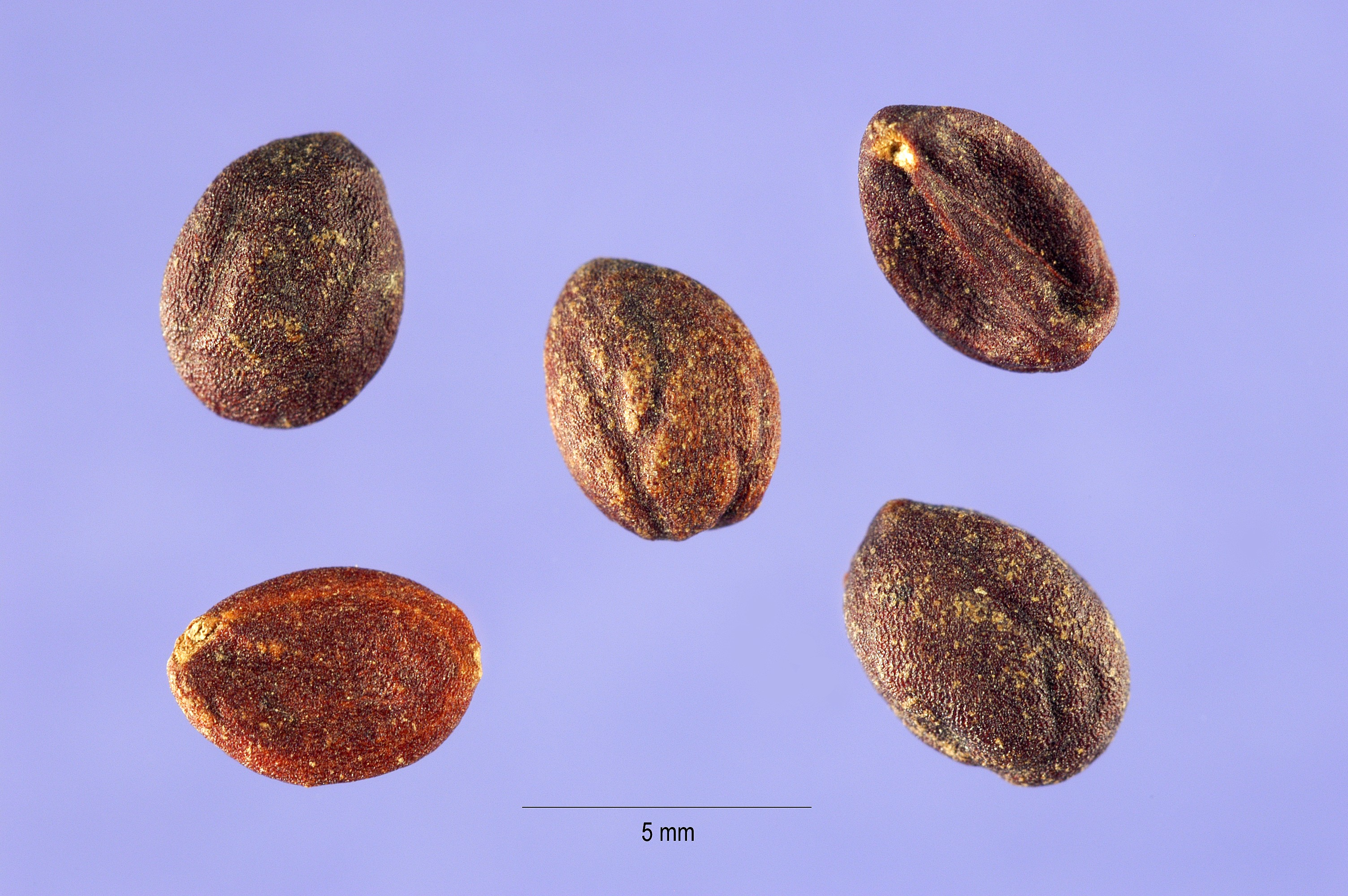
Nasiona

## Biologia

### Rozwój

Kiełkowanie ligustru (część podziemna oznaczona schematycznie)

Nanofanerofit. Krzew o rocznych przyrostach pędów na długość wynoszących od 25 do 35 cm.
Kwitnienie trwa od czerwca (rzadko od maja) do lipca. Owoce dojrzewają w okresie od sierpnia do września, czasem też października (dojrzewanie owoców ligustru jest jednym ze wskaźników fenologicznej wczesnej jesieni), a następnie długo utrzymują się na krzewie, często przez całą zimę. Liście długo zachowują zielony kolor i zrzucane są w zależności od warunków klimatycznych – w surowych warunkach opadają jesienią, a przy łagodnej zimie i w klimacie ciepłym opadają dopiero wiosną następnego roku, przed rozwojem kolejnych liści. Nasiona nie tworzą trwałego banku nasion – zachowują zdolność do kiełkowania tylko przez rok. Kiełkowanie jest epigeiczne i następuje późną wiosną i na początku lata. 
Siewka ma dwa liścienie sztywne i skórzaste, choć cienkie, osiągające 15–17 mm długości i 11–13 mm szerokości. Ich wierzchołek jest zaokrąglony, a nasada klinowata. Z wierzchu są ciemnozielone i mają wyraźnie widoczny nerw główny i 2–3 pary nerwów bocznych, od spodu liścienie są jaśniejsze i nerwacja słabiej widoczna. Pierwsze liście osiągają do ok. 2 cm długości i są długo rynienkowato zwinięte. Młody pęd w części podliścieniowej ma barwę brunatnofioletową, a powyżej liścieni jest purpurowozielony i drobno omszony. System korzeniowy bardzo mocno rozgałęziony, tak że korzenia głównego nie można wyróżnić.

### Anatomia i liczba chromosomów
Drewno ligustru jest bardzo ciężkie, twarde i trudno łupliwe. Barwę ma zieloną. Rdzeń w pędach jest duży, biały i gąbczasty. Słoje przyrostów rocznych są wyraźne. Drewno jest w zasadzie rozpierzchłonaczyniowe, ale nawiązuje też nieco regularnością układu naczyń do pierścieniowonaczyniowego. Włókna drzewne są grubościenne. Promienie drzewne są niejednorodne (heterogeniczne). W 1 mm² przekroju znajduje się od 200 do 400 naczyń.
Liczba chromosomów 2n=46.

### Fizjologia
Gatunek preferuje gleby suche oraz skaliste. W wyniku aklimatyzacji w warunkach suszy pojawiają się przystosowania o charakterze fizjologicznym i anatomicznym. Typową reakcją roślin na suszę jest zamykanie aparatów szparkowych, co może jednak prowadzić do powstawania zatorów z powietrza w elementach przewodzących drewna. U ligustru rosnącego w warunkach suszy elementy przewodzące drewna mają zmniejszoną średnicę, co pozwala uniknąć powstawania zatorów. W warunkach stresu wodnego fotosynteza roślin rosnących na słońcu obniża się bardziej niż u roślin rosnących w cieniu. Reakcje fizjologiczne w odpowiedzi na suszę i związany z nią stres oksydacyjny obejmują wzrost aktywności enzymów antyoksydacyjnych oraz  zwiększenie zawartości fenylopropanoidów, głównie kwercetyny i luteoliny. Zmiany fizjologiczne w wyniku stresu oksydacyjnego związane są przede wszystkim z nadmiarem światła widzialnego. Wykazano, że promieniowanie UV w niewielkim stopniu wpływa na reakcję roślin.

### Cechy fitochemiczne
W liściach i owocach zidentyfikowano m.in. glikozyd ligustrynę (znany też jako syringina) i mannitol. W warunkach stresu wodnego i oksydacyjnego w liściach kumulowane są flawonoidy, pochodne kwasu hydroksycynamonowego oraz sekoirydoidy. Sekoirydoidy (oleuropeina, ligustalozyd A, ligustalozyd B i ligstrozyd) stanowią około 76% ogólnej zawartości polifenoli w liściach. Około 23% polifenoli to glikozydy kamferolu (kamferolo 3-O-glukozyd 7-O-ramnozyd, kamferolo 3,7-O-diramnozyd, kamferolo 3-O-ramnozyd i kamferolo 3-O-glukozyd). Flawonoidy gromadzone są w komórkach epidermy oraz mezofilu liści. Obecność tych związków w liściach może nie tylko zapobiegać przenikaniu nadmiernej ilości promieni słonecznych, lecz także wpływać na reakcje zachodzące podczas stresu oksydacyjnego.
Smak liści jest gorzki, a owoców słodkawo-gorzki.
Działanie toksyczneDla ludzi trujące są liście i owoce ligustru, przy czym najczęściej do zatruć dochodzi w przypadku dzieci spożywających owoce przypominające czarne jagody. Składnik toksyczny według jednych źródeł pozostaje nieznany, inne wskazują na ligustrynę. Substancja toksyczna działa silnie drażniąco na błony śluzowe i ma depresyjne działanie ogólnoustrojowe. Objawy zatrucia występują bardzo szybko od spożycia. Są nimi nudności i bóle brzucha (brzuch wrażliwy na ucisk), kolka i silne wzdęcia, obfite wymioty i silna, wodnista biegunka. Szybko dochodzi do odwodnienia organizmu i zaburzeń elektrolitowych. W ciężkich przypadkach następowały drgawki, zapaść krążeniowa i zgon. Śmierć, zwłaszcza dzieci, z powodu zatrucia ligustrem została udokumentowana wielokrotnie. Do tragicznych zatruć dochodzi jednak tylko po spożyciu dużej ilości owoców. Ich spożycie w ograniczonej ilości skutkuje tylko wymiotami lub nie daje objawów zatrucia (na takich objawach skończyło się u dzieci po zjedzeniu kilkunastu owoców). Niektórzy autorzy wręcz piszą o braku zagrożenia ciężkim zatruciem.
W przypadku stwierdzenia zatrucia należy czym prędzej spowodować wymioty i zapewnić opiekę lekarską. W postępowaniu lekarskim wykonuje się płukanie żołądka z węglem aktywnym oraz utrzymuje prawidłowy bilans płynów, uzupełniając elektrolity. W przypadku spadku ciśnienia tętniczego i zapaści krążeniowej podaje się aminy – dopaminę lub noradrenalinę.
Liście i owoce ligustru opisywane są także jako trujące dla bydła, kóz, owiec i koni.
Działanie alergennePonieważ kwiaty ligustru przystosowane są do zapylania przez owady, zawierają tylko dwa pylniki, a sam pyłek jest ciężki – zazwyczaj stężenia pyłku tego gatunku w powietrzu są niewielkie. Jego koncentracje mogące wywołać reakcję osób uczulonych mogą się jednak pojawić w miejscach masowego występowania gatunku. Pyłek ligustru pospolitego określany bywa jako istotny alergen. Antygen ligustru Liv v 1 cechuje się wysoką homologią w stosunku do antygenów innych przedstawicieli rodziny oliwkowatych (w tym oliwki, jesiona i lilaka), w efekcie wysoka jest reaktywność krzyżowa u osób uczulonych na te alergeny, czyli prawdopodobieństwo wystąpienia reakcji alergicznej na pyłek wszystkich tych roślin. Na osoby uczulone zły wpływ ma także intensywny zapach w czasie kwitnienia ligustru. Największe zagrożenie związane jest jednak z miodem, który w przypadku udziału pyłku z ligustru może spowodować u uczulonych obrzęk krtani i warg, obrzęk naczyniowy, a nawet zapaść.

## Ekologia

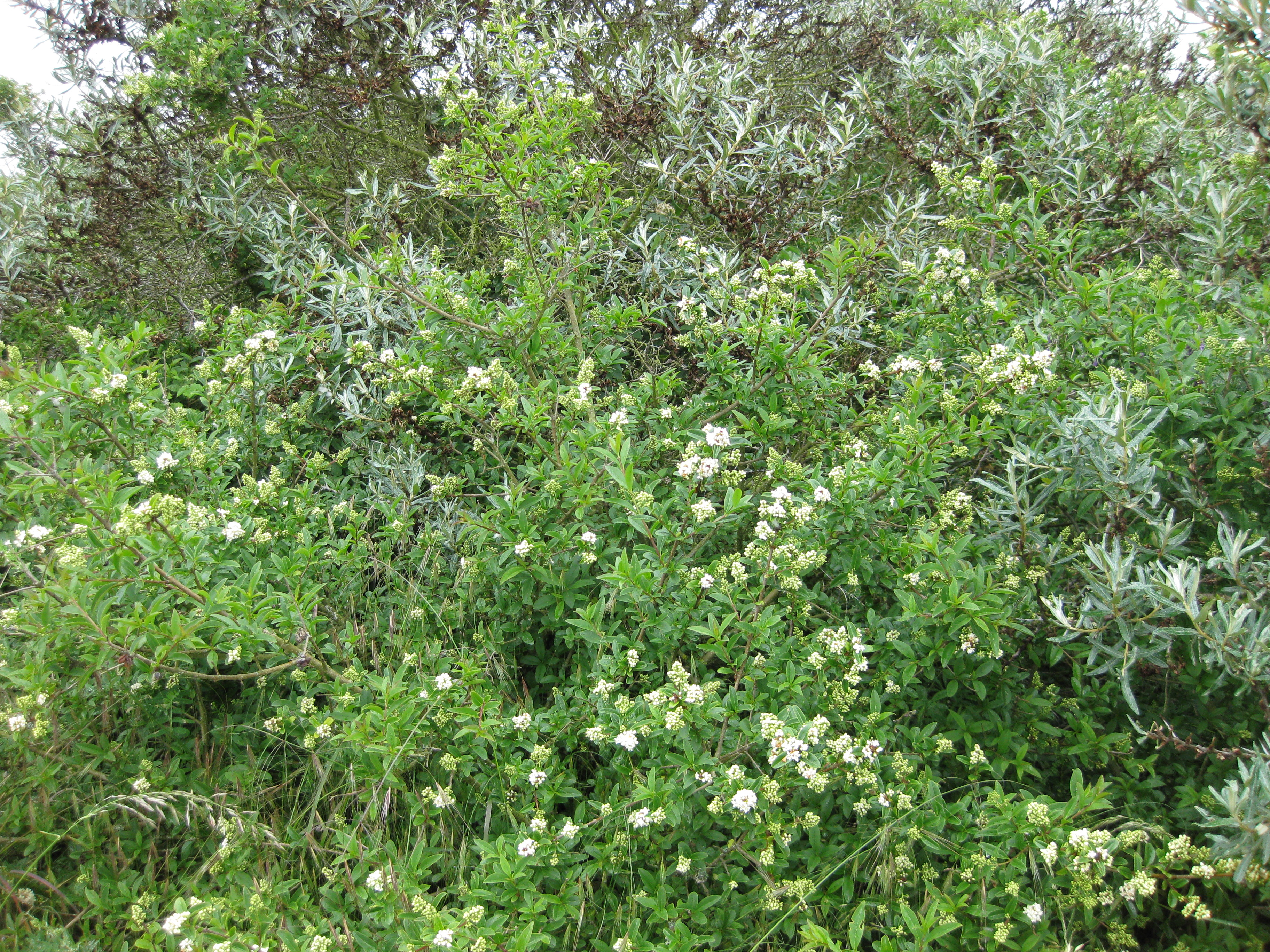
Zarośla ligustru na wydmach w Belgii

### Siedlisko
Ligustr pospolity rośnie w różnorodnych warunkach siedliskowych, na obszarach górskich nie przekraczając 1500 m n.p.m. w Alpach, 1600 m n.p.m. w Maroku i 1750 m n.p.m. w Iranie. Siewki nie są zdolne do rozwoju w miejscach silnie zacienionych, jednak już dorosła roślina jest w stanie trwać nawet w silnie zacienionym miejscu (siewki giną przy 0,3% światła dziennego, przy czym wrażliwość na zacienienie jest mniejsza przy dużej dostępności składników mineralnych). Gatunek spotykany jest w lasach i zaroślach zarówno na terenach aluwialnych w dolinach rzek, jak i w miejscach suchych, na glebach i skałkach wapiennych, w zaroślach kserotermicznych. Często rośnie w zaroślach przy brzegu morskim. Jest gatunkiem światło- i ciepłolubnym, odpornym na susze i wpływ zanieczyszczeń powietrza. Jest mrozoodporny, ale w warunkach Europy Środkowej odmiany o żółtych liściach mogą przemarzać zimą. Pędy nadziemne mogą ginąć w pożarach, ale najwyraźniej rośliny mogą przeżyć tworząc odrośla z korzeni.
Mimo że gatunek bywa określany jako łatwo dziczejący – w istocie rzadko i na ograniczonych obszarach dziczeje z upraw.

### Oddziaływania międzygatunkowe

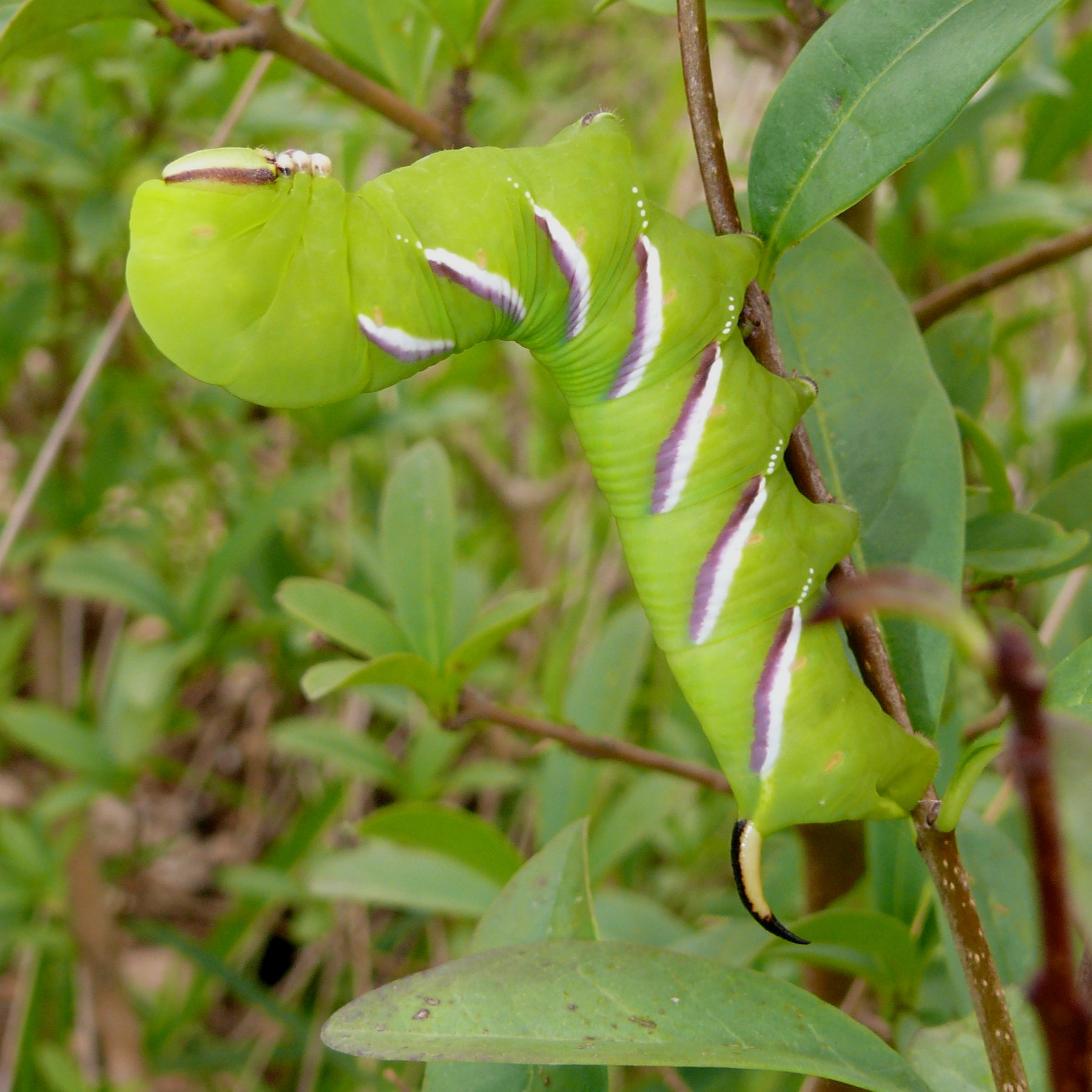
Larwa zawisaka tawulca (Sphinx ligustri) na ligustrze

Zapylaczami są owady, do kwiatów licznie przylatują motyle (ligustr pospolity jest rośliną pokarmową dla motyli dorosłych kilkunastu gatunków, m.in. zieleńczyka ostrężyńca, ogończyka wiązowca i śliwowca, modraszka malczyka, pokłonnika kamilla). Wabione są one silnym, charakterystycznym zapachem (określanym jako nieprzyjemny dla ludzi, duszący, mdły). Nasiona rozsiewane są przez ptaki, zwłaszcza drozdowate żywiące się owocami. Mimo że owoce dojrzewają do października, to do stycznia ptaki zjadają je nielicznie, później zaczynają żerować na nich intensywniej i trwa to do lutego. Owoce zjadają, przyczyniając się do rozsiewania nasion, głównie ptaki z rodzaju Turdus i jemiołuszki, a także rudzik, kapturka, drozd śpiewak. Nasionami żywi się gil zwyczajny i rzadziej grzywacz. Modraszka zwyczajna wydziobuje tylko sam miąższ z owoców.
Pędy ligustru są zgryzane przez jelenie. Na wydmach Flandrii ligustr stanowi ważny składnik diety osłów oraz bydła. Zwierzęta zjadają liście oraz gałązki. Na liściach żerują larwy następujących gatunków: Macrophya punctumalbum (błonkoskrzydłe), zwójka kwasigroneczka i krzyżóweczka, Clepsis consimilana, Doloploca punctulana i Spatalistis bifasciana (zwójkowate), zawisak tawulec, Dolbina elegans, Samia cynthia (zawisakowate), Trigonophora flammea i Craniophora ligustri (sówkowate), Gracillaria syringella i Caloptilia cuculipennella (kibitnikowate), płatynka wielokreska, platynka zielonka, przylepek kruszyniak, rozlotlik lilakowiak, zimowek brunatek i Menophra abruptaria (miernikowcowate), Eutelia adulatrix (Euteliidae), Anania coronata (wachlarzykowate) i Adela croesella (wąsikowate). Gęste zarośla tego gatunku są atrakcyjnym miejscem do gniazdowania dla wielu gatunków ptaków.
Ligustr tworzy endomikoryzę, ale odkryto na jego korzeniach także infekcję workowca z rodzaju Morchella (smardz jadalny) tworzącego ektomikoryzę. Z ligustrem powiązany jest też gwiazdosz prążkowany. W Ameryce Północnej, gdzie ligustr jest obcym gatunkiem inwazyjnym, stwierdzono, że jego obecność wpływa negatywnie na mikoryzę towarzyszących gatunków rodzimych. 
Na liściach ligustru rozwijają się grzyby niedoskonałe z gatunków Thedgonia ligustrina i Mycosphaerella ligustri, a także mączniakowiec Erysiphe syringae. Na martwych gałązkach i pniach stwierdzono grzyby: nakorownik radełkowaty (Basidioradulum radula) (drewniczkowate) i Antrodia albida (flagowcowate), Phomopsis brachyceras i Cytospora pruinosa var. ligustri (Sordariomycetes), powłocznica popielata (Peniophora cinerea) (powłocznicowate).
Ligustr jest także rośliną żywicielską dla zaraz z gatunków Orobanche laxissima i O. pancicii.
FitosocjologiaLigustr pospolity tworzy zbiorowiska zaroślowe, w których współdominuje ze śliwą tarniną (zachodnia i południowa Europa, także w Polsce) i dereniem świdwą (południowa Europa). Zarośla ligustru i tarniny (Pruno-Ligustretum) wykształcają się na siedliskach nasłonecznionych, ciepłych i suchych, często w towarzystwie muraw kserotermicznych. Krzewom dominującym w zbiorowisku towarzyszą takie rośliny jak: berberys pospolity, kalina hordowina, głogi i róże. W runie występują gatunki kserotermiczne, wśród których wiele to rośliny rzadko spotykane i zagrożone. W Polsce zbiorowisko jest rzadkie, rejestrowane jest głównie na południu, na miedzach śródpolnych na glebach wapiennych i gliniastych. W południowej Europie występują zarośla ligustru i derenia świdwy z różnym udziałem gatunków śródziemnomorskich (opisywane m.in. jako Ligustro-Cornetum sanguinei oraz Rhamno-Cornetum).
W klasyfikacji zbiorowisk roślinnych ligustr pospolity jest gatunkiem charakterystycznym dla All. Berberidion i zespołu roślinności Pruno-Ligustretum.

## Systematyka i zmienność

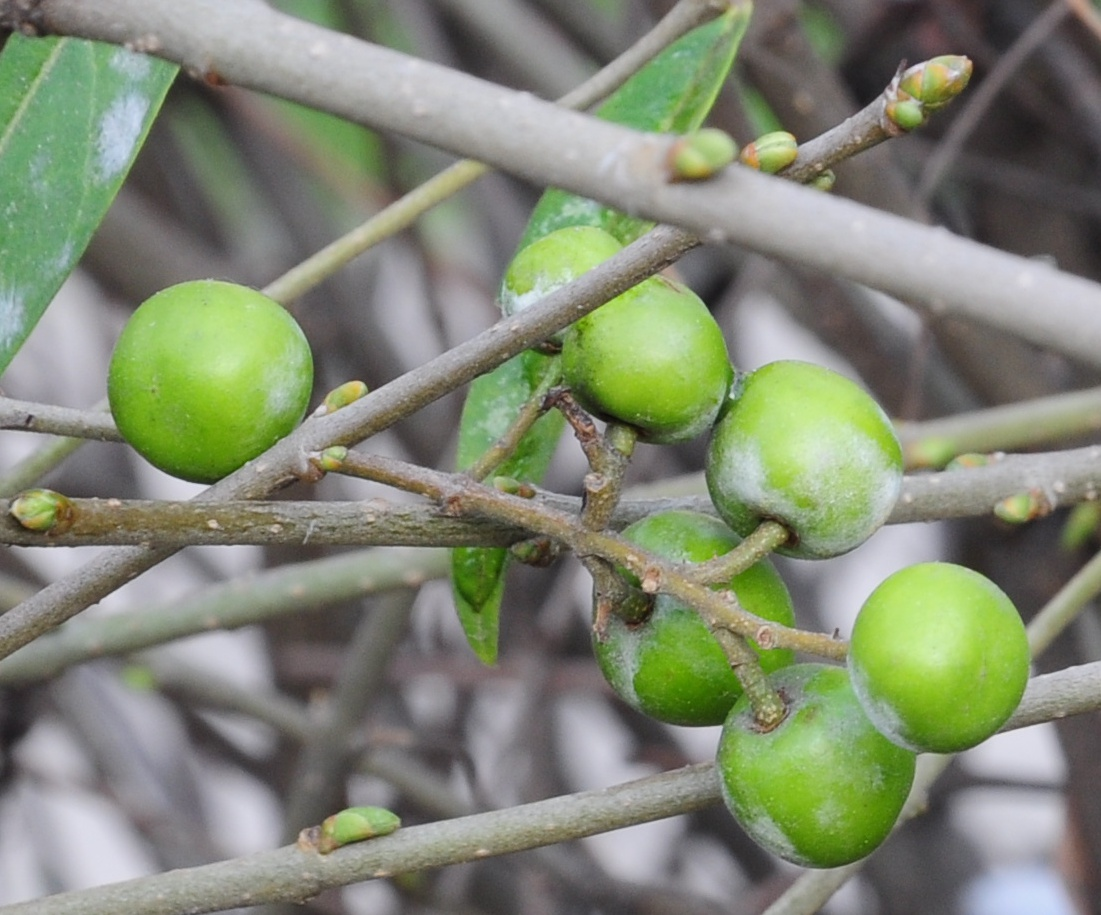
Odmiana zielonoowocowa 'Chlorocarpum'

Gatunek Ligustrum vulgare stanowi w obrębie rodzaju jeden z kladów bazalnych wyodrębniony przed różnicowaniem licznych gatunków wschodnioazjatyckich (w Chinach występuje ponad połowa z ok. 45 gatunków tego rodzaju). W obrębie rodzaju należy do sekcji Ligustrum, jednej z pięciu wyróżnianych. Jest gatunkiem typowym rodzaju.
W obrębie gatunku wyróżniane bywają dwie odmiany geograficzne – typowa typicum lub vulgare oraz włoska – italicum (Mill.) Vahl, 1804. Ta pierwsza występuje w północnej części zasięgu, a druga w basenie Morza Śródziemnego. Odmiana włoska ma liście zimozielone i bardziej żółte kwiaty. Była podnoszona także do rangi podgatunku L. vulgare subsp. italicum (Mill.) Fukarek, 1983 lub nawet odrębnego gatunku (L. italicum Mill., 1768).
Poza trwałością liści i barwą kwiatów, w stanie dzikim gatunek jest mało zmienny. W uprawie rozpowszechniono jednak szereg odmian uprawnych różniących się wysokością roślin, wielkością i zabarwieniem liści, barwą owoców i kwiatów.
Wyróżniane odmiany spotykane w uprawie:
- 'Atrovirens' – odmiana ciemnozielona[14] – o liściach ciemnozielonych, jesienią zmieniających barwę na purpurową, dojrzałe owoce zielone[55]; pędy ma wyprostowane i w efekcie pokrój zwarty[14];
- 'Aureum' – odmiana złocista – o liściach złocistożółtych wiosną, później żółtawozielonych[14]; rośnie słabiej niż forma typowa i jest niższa; odmiana zalecana do niższych żywopłotów w miejscach dobrze nasłonecznionych[72];
- 'Aureovariegatum' – odmiana złocista pstra[72] – o liściach żółtozielonych lub z żółtymi plamami, wybarwienie zależy od dostępności słońca[55];
- 'Auriflorum' – odmiana o kwiatach żółtych[73];
- 'Cheyenne' – odmiana o liściach częściowo zimozielonych[74]; wyselekcjonowana w Ameryce Północnej wyróżnia się dużą mrozoodpornością (może rosnąć w strefie mrozoodporności 4a)[24];
- 'Chlorocarpum' – odmiana zielonoowocowa – silnie rosnąca, o sztywnych pędach i zielonkawożółtych owocach[14]; pączki jasnozielone, bardziej gęsto rozmieszczone niż u formy typowej; za sprawą zwartego pokroju nadaje się do formowania zarówno ciętych, jak i nieformowanych żywopłotów[72];
- 'Densiflorum' – odmiana zachowująca wyprostowane pędy bez przycinania[74];
- 'Glaucum' – odmiana o liściach szarozielonych i wąsko, biało obrzeżonych[75];
- 'Italicum' – odmiana włoska[14] – zimozielona o owocach dojrzałych zielonożółtych[55], liście jasnozielone; ma wyższe wymagania cieplne i nie powinna być uprawiana w Polsce poza jej zachodnią częścią[14];
- 'Leucocarpum' – odmiana o owocach białych[76];
- 'Lodense' ('Nanum') – odmiana karłowa[14] – niska (do 0,5[55]–1 m[72]), powoli rosnąca[72] o pędach układających się poziomo[55]; liście wąskie, ciemnozielone, zimą brązowiejące i długo zachowujące się na krzewie[14]; problemem w jej uprawie bywają silnie rosnące odrośla rozwijające się z podkładki, jeśli roślina pochodzi ze szczepienia[24];
- 'Pyramidale' – odmiana wyniosła[14] – o pokroju stożkowatym, pędy sztywne i grube, dojrzałe owoce zielone, zebrane w gęstych owocostanach; odmiana wykorzystywana jako podkładka do szczepienia[55];
- 'Sempervirens' – odmiana o liściach częściowo zimozielonych[55];
- 'Xanthocarpum' – odmiana żółtoowocowa – owoce żółte[14][55].

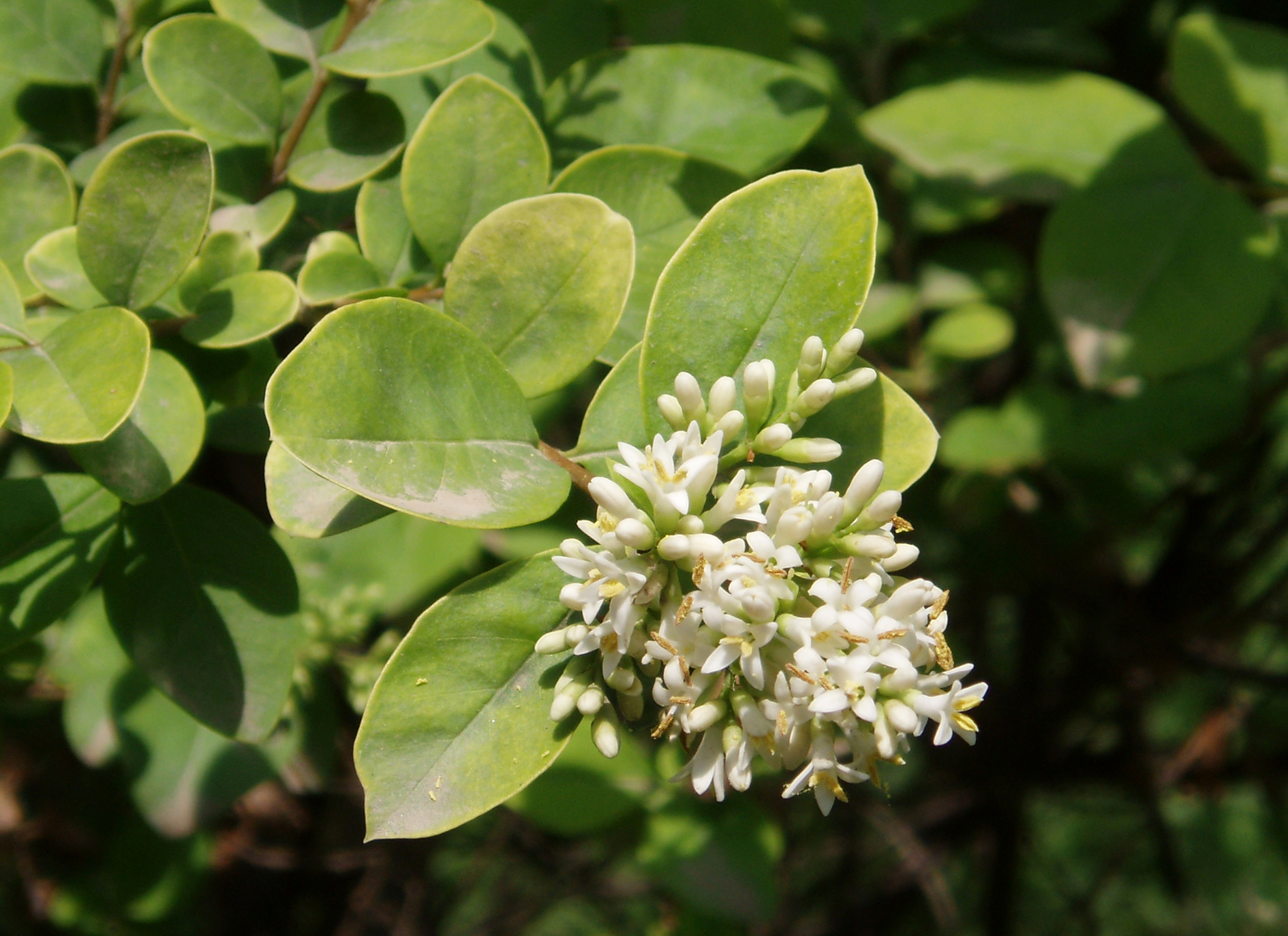
Mieszaniec L. × vicaryi

Na początku XX wieku uzyskano w Anglii mieszańca z L. ovalifolium 'Aureum', który nosi nazwę L. × vicaryi Rehder J. Arnold Arbor. 28: 256 1947. Mieszaniec rosnąc w słońcu ma liście żółte, a w cieniu – zielone. Może być uprawiany w strefach mrozoodporności 5–8 (bardziej tolerancyjna odmiana 'Storzinger' rośnie w strefach 4–9).

## Historia
Ślady kopalne ligustru pospolitego znajdowane są dość rzadko ze względu na niesprzyjające fosylizacji siedliska zajmowane przez gatunek. Poza tym jego łupiny nasienne są dość cienkie, a pyłek nie ma zazwyczaj dużego udziału w opadzie, czego przyczyną jest owadopylność i mała produkcja pyłku (tylko dwa pylniki). Roślina znana jest ze szczątków kopalnych znajdowanych w Europie Środkowej ze znalezisk datowanych na neogen oraz z interglacjałów – eemskiego i mazowieckiego. Ze względu na kłopotliwość w ocenie statusu gatunku w Polsce, dużą wagę przywiązuje się do stwierdzeń pyłku ligustru w osadach holoceńskich, świadczących o wczesnej i najwyraźniej nieantropogenicznej przyczynie obecności tej rośliny w Polsce (stwierdzono ślady kopalne na Pomorzu pochodzące sprzed około 6 tysięcy lat). Niewątpliwie w północnej części współczesnego zasięgu gatunek został rozpowszechniony z powodu jego uprawy (co najmniej od XVI wieku w Wielkiej Brytanii i XVIII wieku na Litwie).

## Nazewnictwo
Nazwa naukowa pochodzi od łacińskiej nazwy ligustru stosowanej w starożytnym Rzymie (np. przez Wergiliusza). Określenie pochodziło prawdopodobnie od czasownika ligare (=wiązać, splatać). Podobny źródłosłów miała nazwa używana w starożytnej Grecji, gdzie nazywano ligustr spiraia, od speira (=zwój, lina). Nazwa gatunkowa vulgare oznacza po łacinie pospolity, powszechny, zwyczajny. Przed ustaleniem nazwy gatunkowej przez Karola Linneusza w 1753, wcześniej w użyciu były takie nazwy jak: Ligustrum germanicum (Gaspard Bauhin), Ligustrum italicum (Prospero Alpini), Ligustrum majus (Adam Lonicer).
Nazwa polska w piśmiennictwie pojawia się na przełomie XVIII i XIX wieku jako „ligustr ptasia żob” i „ptasia żob”(znamienne, że ten południowy gatunek nosi czeską nazwę ptačí zob). W XIX wieku opublikowano nazwy: kocierpka, kocierpka ptasia żub, ligustr (także w wariancie liguster i ligust). Poza tym krzew ten opisywany był pod nazwami dereń pospolity, świdwa, świdwina i świdzina.

## Zastosowanie

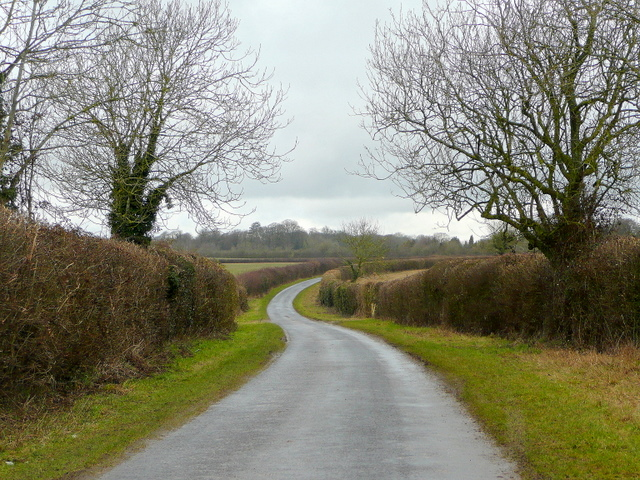
Żywopłot z ligustru w Anglii

Roślina ozdobnaLigustr pospolity sadzony jest pospolicie jako krzew ozdobny, głównie na żywopłoty. Doskonale znosi cięcie, po którym ulega zagęszczeniu. Jego atutem są bardzo małe wymagania glebowe i odporność na zanieczyszczenie powietrza. Jednak walory dekoracyjne ma przeciętne, zwłaszcza w okresie zimowym (wówczas wręcz krzewy i żywopłoty ligustrowe określane są jako bardzo brzydkie). Bywa też jednak uważany za atrakcyjny w sezonie wegetacyjnym, głównie podczas kwitnienia, a nawet podczas zimy, z powodu długo utrzymujących się czarnych owoców. W krajach o łagodniejszym klimacie stosowanie ligustru pospolitego do celów ozdobnych stało się mniej popularne, zastąpiony tam został przez pochodzący z Japonii ligustr jajowatolistny (L. ovalifolium), zwłaszcza jego odmianę złotolistną 'Aureum'.
Ligustr pospolity może być uprawiany i formowany jako bonsai.
Roślina miododajnaPodczas kwitnienia dostarcza pszczołom pyłku i nektaru, jednak uzyskany z niego miód ma smak gorzkawy. Stanowi to jednak problem tylko na obszarach, gdzie ligustr występuje masowo (np. w Anglii, gdzie jest często stosowany na żywopłoty).
Roślina leczniczaW medycynie tradycyjnej w krajach południowej Europy liście stosowane były jako środek poprawiający odporność, zapobiegający chorobom serca, antybakteryjny i przeciwcukrzycowy, były także wykorzystywane jako środek przeciwzapalny w leczeniu chorób jamy ustnej i gardła. W Polsce stosowane zewnętrznie były liście i kwiaty (Folium, Flores Ligustri), którymi wykonywano płukanki przy bólu zębów, stanach zapalnych jamy ustnej i gardła oraz szkorbucie. Gardło w stanach zapalnych płukano odwarem liści i kwiatów ligustru w serwatce z mleka koziego. Znano działanie rozwalniające owoców, które w tym celu spożywano na surowo lub sporządzano z nich wino. Współcześnie wykorzystanie farmaceutyczne spotyka się rzadko. Wykorzystanie w medycynie ludowej oraz badania naukowe wskazują również na działanie cytotoksyczne ekstraktów z liści i owoców. Badania te prowadzone są pod kątem poszukiwania skutecznych leków przeciw nowotworom. Pąki ligustru stosowane są w gemmoterapii w przypadku różnorodnych dolegliwości dotyczących skóry, nerek, wątroby i układu pokarmowego.
Roślina barwierskaLigustr może być wykorzystywany jako roślina barwierska – jego liście i kora barwią na żółto, a owoce na trwały kolor niebieskawozielony i czarny. Owoce z wodorowinianem potasu (kamieniem winnym) i wodorotlenkiem wapnia (wapnem gaszonym) barwią na błękitno, z moczem na purpurowo, z sokiem cytrynowym na czerwono, a z siarczanami na zielono. Z owoców wyrabiano także atrament i barwiono nimi na czerwono wino.
Inne zastosowaniaGatunek sadzony jest w formie przydrożnych zasłon przeciwśnieżnych oraz zalecany do sadzenia na stromych skarpach i hałdach, ponieważ za sprawą gęstego systemu korzeniowego dobrze chroni glebę przed erozją. Liście mają zdolność do lokalnego wychwytywania znaczących ilości dwutlenku siarki z atmosfery (0,068 mg SO2 h−1 dm−2; 0,134 mg SO2 h−1 g−1), pełniąc funkcję filtru biologicznego. Twarde drewno nadaje się do toczenia, wytwarzania drobnych przedmiotów i wyrobu węgla drzewnego. Z węgla tego wytwarzano czarny proch. Giętkie, młode pędy zdatne są do wykorzystania w koszykarstwie i plecionkarstwie.

## Uprawa
WymaganiaDobrze rośnie na stanowisku słonecznym, jednak znosi także półcień. Nie ma dużych wymagań glebowych. Słabo rośnie jedynie na glebach podmokłych. Z wyjątkiem niektórych, bardziej wrażliwych odmian, jest mrozoodporny i może być uprawiany do 4 strefy mrozoodporności.
RozmnażaniePrzez nasiona, sadzonki zdrewniałe i sadzonki zielne. Rozmnażanie przez nasiona jest łatwe, rzadko jednak stosowane, ponieważ populacja siewek jest zróżnicowana w typie i nie jest to sposób polecany przy produkcji materiału żywopłotowego. Nasiona pozyskuje się późną jesienią i zimą. Należy je wydobyć z owoców, ponieważ miąższ osłabia kiełkowanie. Nasiona mogą być przechowywane przez wiele lat bez szkody dla ich żywotności (niektórzy autorzy dopuszczają ich przechowywanie jednak przez maksymalnie dwa lata). Dają się bez szkód zasuszyć i następnie mrozić. Przechowuje się je przy wilgotności 10-15% i temperaturze poniżej 0 °C. Nasiona znajdują się w stanie spoczynku głębokiego, do skiełkowania wymagana jest 8-12 tygodniowa stratyfikacja w temperaturze 4 °C.
Najczęściej rozmnaża się ligustr pospolity przez sadzonki zdrewniałe. Przygotowuje się je zimą i wysadza wczesną wiosną. Sadzonki powinny mieć długość 2-3 międzywęźli. Przycina się je tuż nad górnym pączkiem, wsadza do ziemi na głębokość równą 1/4 długości pędu i podlewa. Możliwe jest też rozmnażanie przez sadzonki zielne. Wykonuje się je w miesiącach czerwiec-lipiec i ukorzenia w mieszaninie piasku z torfem. Sadzonki zarówno zdrewniałe, jak i zielne przyjmują się bardzo dobrze, przy prawidłowej pielęgnacji ukorzeniają się niemal w 100%. Już w rok po posadzeniu sadzonek przycina się je o połowę, by lepiej się rozkrzewiały.
PielęgnacjaLigustr pospolity jest jednym z najlepiej znoszących cięcie krzewów. Wyróżnia się doskonałą zdolnością do wypuszczania pędów bocznych po każdym strzyżeniu. Zaleca się wyrównywanie formowanych żywopłotów z ligustru w sezonie letnim, pierwsze przycięcie wykonywać należy na przedwiośniu lub wiosną. W sumie w ciągu sezonu strzyże się żywopłot ligustrowy 2–3 razy. Wolno rosnące krzewy zaleca się co pewien czas prześwietlić. Przerzedza się je usuwając tuż przy ziemi jedną czwartą pędów. Uprawiając odmiany, szczepione zwykle na podkładkach formy typowej należy je kontrolować i w razie potrzeby usuwać silnie rosnące odrosty z podkładki.
Choroby i szkodnikiW uprawie tego gatunku choroby i szkodniki nie stanowią istotnego problemu. Większe szkody mogą być powodowane jedynie w przypadku antraknozy prowadzącej do zniszczenia kory i odsłonięcia drewna. Jej przyczyną jest rozwijający się na gałęziach i gałązkach rak wywoływany przez Glomerella cingulata. Kolejnymi objawami jest zasychanie liści, całych pędów i w końcu obumieranie całej rośliny. Chorobę odnotowano w Polsce, na Węgrzech, Ukrainie oraz części terytorium USA. Podatność na chorobę jest zróżnicowana wśród odmian. Najbardziej wrażliwa jest odmiana 'Lodense', a u 'Atrovirens' choroba ma łagodny przebieg. Mniej groźną chorobą jest plamistość liści. Przyczyną choroby mogą być grzyby takie jak Alternaria alternata, Epicoccum purpurascens, Phomopsis cf. ligustri-vulgaris, Botrytis cinerea i Cercospora ligustri. Niektóre z grzybów wywołujących plamistość są monofagiczne dla  ligustru. Są to: Ph. cf. ligustri-vulgaris, C. ligustri, Septoria cf. brunellae i Thedgonia ligustri. Objawy choroby pojawiają się najczęściej pod koniec sezonu wegetacyjnego. Plamy na liściach powodują, że sadzonki tracą wartość handlową. W wyniku infekcji może także dochodzić do przedwczesnego opadania liści. Na terenie Czech stwierdzono występowanie na ligustrze choroby wirusowej nazywanej ospowatością śliwy (szarką), wywoływanej przez Plum pox virus (PPV). Objawem choroby są plamy i pierścieniowe zmiany barwne widoczne na liściach. Rośliny mogą być atakowane przez mączniaka. Objawem infekcji są białe plamy po obu stronach liści. Patogenem jest zwykle kosmopolityczny gatunek Erysiphe syringae. Tylko na terenie Japonii dodatkowo za wywoływanie choroby odpowiadają Erysiphe katumotoi i Erysiphe ligustri. Na roślinach żerują i pewne szkody mogą powodować: mszyce, owady minujące, czerwce, wciornastki, wełnowcowate, mączlikowate, nicienie, ryjkowce i roztocze.

## Zwalczanie
Gatunek na obszarach, gdzie został introdukowany, może tworzyć gęste zarośla, wypierając tym samym z siedlisk gatunki rodzime. Także w obrębie swego naturalnego zasięgu bywa ekspansywny i może stanowić zagrożenie dla zróżnicowania gatunkowego świetlistych zarośli i muraw na stanowiskach kserotermicznych. W obu przypadkach podejmuje się działania w celu odpowiednio zwalczenia lub ograniczenia udziału tego gatunku. Dążąc do jego eliminacji należy młode rośliny dokładnie wyrywać wraz z korzeniami, a starsze wycinać, smarując pieniek po ścięciu pestycydem zawierającym glifosat. W celu zmniejszenia tylko zwarcia zarośli, regularnie wycina się je na stanowiskach.